# Richard Brabec
Richard Brabec, né le 5 juillet 1966 à Kladno, est un homme politique tchèque membre de l'Action des citoyens mécontents (ANO 2011).

## Biographie

### Situation personnelle
Diplômé de l’université Charles de Prague, il commence à occuper des postes de direction dans les conseils de direction et de surveillance de diverses entreprises, notamment comme directeur financier chez Unipetrol et Spolana et, entre 2005 et 2011, en tant que directeur général de Lovochemie contrôlé par Andrej Babiš.

### Parcours politique

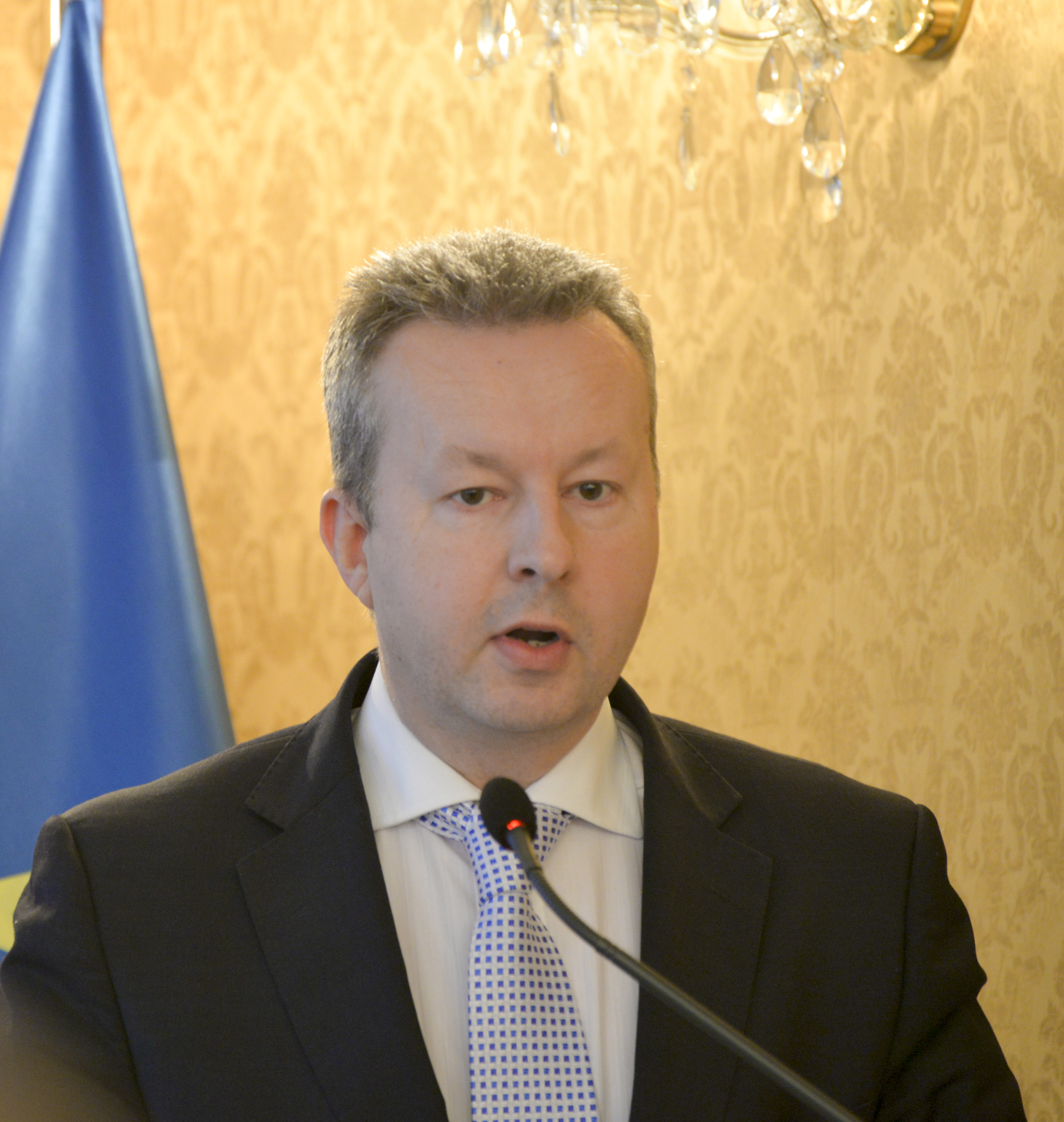
Richard Brabec en novembre 2014.

En 1990, il devient membre du Forum civique (OF) et conseiller municipal de Kladno. Il rejoint le Parti civique démocrate (ODS) en 1991, puis l'Union de la liberté-Union démocratique (US-DEU) en 1998. Cette année-là, il quitte son mandat local, mais il se fait élire conseiller régional de Bohême centrale en 2000. Il accomplit un seul mandat de quatre ans.
Il rejoint l'Action des citoyens mécontents en 2011. Lors des élections législatives anticipées de 2013, il est élu à la Chambre des députés.
Le 29 janvier 2014, le président Milos Zeman le nomme ministre de l'Environnement.
Le 24 mai 2017, il devient premier vice-premier du gouvernement. Aux élections législatives de la même année, il est réélu à la chambre basse du Parlement tchèque. Le 13 décembre 2017, il est nommé vice-président du gouvernement et se voit reconduit dans ses fonctions de ministre de l'Environnement. Le 30 avril 2019, il quitte sa fonction de vice-présidence du gouvernement mais conserve son poste de ministre.
Il quitte sa fonction de ministre de l'Environnement en décembre 2021.